# Wagenkasten

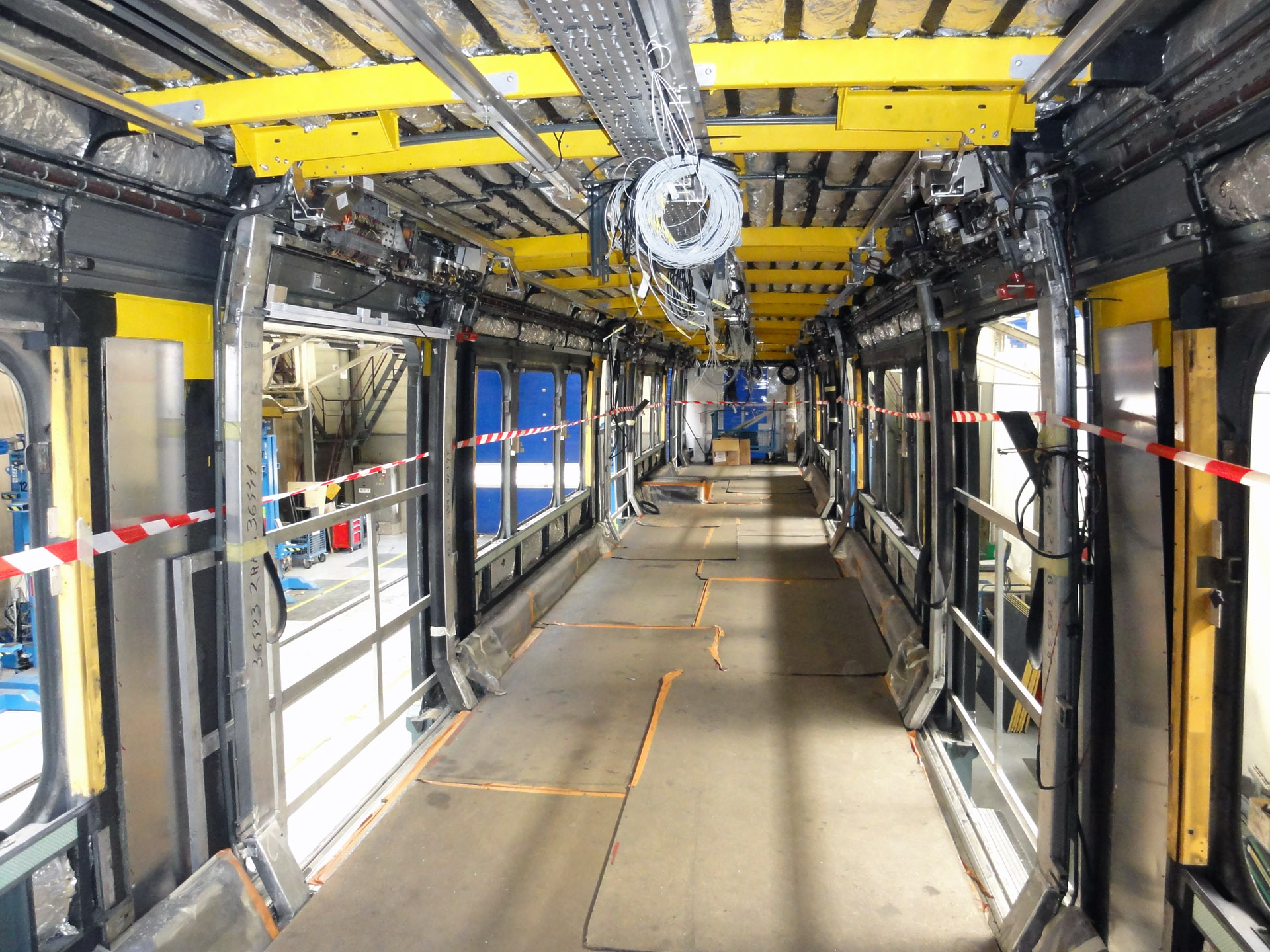
Wagenkasten eines Triebzuges der Reihe Z 8100 der SNCF in Differentialbauweise

Als Wagenkasten, Fahrzeugkasten oder Lokomotivkasten wird der Aufbau eines Eisenbahnwagens, eines Triebwagens oder einer Lokomotive bezeichnet. Wagen- oder Lokomotivkästen können auf einem Rahmen aufgebaut oder selbsttragend ausgeführt, auf der Wagenkastenabstützung des Drehgestells gelagert, sein.
Der Begriff Wagenkasten wurde ursprünglich auch für den Aufbau jedes mehrspurigen Gefährts, wie z. B. Kutschen oder Pferdewagen, verwendet.

## Bauweisen

### Geschichte
In den Anfangsjahren der Eisenbahn wurden Eisenbahnwagen vollständig aus Holz gefertigt. Diese Bauweise wird Holzbauweise genannt. In den 1850er Jahren ging man in England dazu über, das Untergestell aus Eisen herzustellen, da aufgrund der höheren Fahrzeuggewichte und Fahrgeschwindigkeiten die Belastungen größer wurden. Die Steifigkeit des Wagenrahmens wurde durch Einbau eines Sprengwerks erhöht. Die zwischenzeitlichen Weiterentwicklungen der Eisenwalztechnik machten dies möglich. Zum Fügen der Einzelteile wurden hauptsächlich Kaltfügeverfahren, wie z. B. Nieten und Schrauben, verwendet. Für den Wagenaufbau wurde jedoch mehrheitlich weiterhin Holz als Werkstoff verwendet, da dieser einfacher zu bearbeiten und kostengünstiger verfügbar war.
Diese Mischbauweise wurde bis Anfang des 20. Jahrhunderts verwendet. Ab 1906 wurden in den USA die ersten vollständig aus Stahl gefertigten Wagen, sogenannte Ganzstahlwagen, von der Pennsylvania Railroad beschafft. Hintergrund dieser Entwicklung war die unfallbedingte Gefährdung von Fahrgästen durch splitternde und brennende Holzaufbauten. Außerdem machte sich ein Mangel an geeignetem Holzbaustoff bemerkbar. An den verwendeten Kaltfügetechniken für Metalle änderte sich zunächst nichts.
Die Ganzstahl-Wagenkästen waren aufgrund der verwendeten Kaltfügetechniken relativ schwergewichtig. Ab den 1920er Jahren standen geeignete Schweißverfahren zur Verfügung, die zunächst im Güterwagenbau eingesetzt wurden. Die seinerzeitige Bauweise aus geschweißtem Innengerippe und dünnblechiger Beplankung bildet die klassische Differentialbauweise.
Durch diese viel leichtere Stahlbauweise kam auch der erste Leichtstahlwagen zustande. So wog der von der SWS entwickelte rahmenlose Leichtstahlwagen-Prototyp für die SBB aus dem Jahr 1935 nur noch 25 Tonnen (Serienausführung 29 bis 30 Tonnen), während ein vergleichbarer Wagen in der herkömmlichen Bauweise mit Rahmen und Stahlkasten in der Regel um die 40 Tonnen wog. Diese selbsttragende Bauweise setzt jedoch qualitativ hochwertige Schweißnähte voraus und konnte sich daher erst nach dem Zweiten Weltkrieg flächendeckend durchsetzen. Wagen mit hölzernem Aufbau erhielten häufig ab den 1950er Jahren mittels Differentialbauweise einen neuen stählernen Wagenkasten, wodurch u. a. die Umbau-Wagen der Deutschen Bundesbahn sowie die Spantenwagen der Österreichischen Bundesbahnen entstanden.
Als in den 1960er Jahren die ersten großen Strangpressprofile hergestellt werden konnte, die bis in den 1980er und 1990er Jahren immer größere Abmessungen erreichten, wurde die sogenannte Integralbauweise entwickelt. Seit den 1980er Jahren löste diese Aluminium-Integralbauweise die Differentialbauweise und vor allem den Werkstoff Stahl beim Bau von Wagenkästen für Schienenfahrzeuge des Personenverkehrs weitgehend ab. Beim ICE 4 wurde hingegen wieder auf eine Stahl-Differentialbauweise gesetzt, um eine einfachere und schnellere Unfallinstandsetzung zu erreichen und somit die Fahrzeugverfügbarkeit zu erhöhen.

### Rahmenbauweise
Sie ist die älteste Bauweise. Hierbei wird zuerst ein massiver Rahmen (auch Untergestell genannt) angefertigt, der alle Zug- und Stoßkräfte aufnimmt, und an dem auch das Laufwerk sowie die Zug- und Stoßvorrichtung befestigt werden. In der Frühzeit der Eisenbahnen waren für Wagenrahmen zunächst auch Harthölzer und Gusseisen verwendet worden, die sich aber beide nicht bewährt hatten. Der Rahmen ist daher in der Regel aus vernieteten, verschraubten oder verschweißten Stahlträgern gefertigt und insbesondere bei längeren Wagen häufig durch ein Sprengwerk verstärkt. Auf diesen Rahmen wird der eigentliche Wagenkasten bzw. Wagenaufbau gesetzt. Da der Aufbau nur in sich stabil sein muss, kann dieser kann viel leichter ausgeführt sein als der sämtliche Zug- und Stoßkräfte aufnehmende Rahmen. Diese fragilen Aufbauten hatten allerdings bei Unfällen regelmäßig dazu geführt, dass hölzerne Wagenkästen vom Untergestell abgetrennt und regelrecht zertrümmert wurden. In der Folge fertigte man auch die Wagenkästen aus Stahlblech, was den Wagen zwar insgesamt stabiler, aber auch viel schwerer machte.
Die Rahmenbauweise ist auch heute noch bei Güterwagen üblich.

### Selbsttragende Bauweise
Unter selbsttragender Bauweise versteht man die Verwendung eines Wagenkastens, der keinen besonderen Rahmen bzw. Untergestell besitzt; der Wagenkasten selbst nimmt sämtliche Zug- und Stoßkräfte auf. Er ist dabei in der Regel wie eine Vierkant-Röhre aufgebaut: seitlich werden Öffnungen in Form von Türen und Fensterbändern eingebracht, unten befinden sich Flansche zur Aufnahme des Fahrgestells, vorne und hinten Aufnahmen für Wagenpuffer und Wagenkupplung.
Heute sind selbsttragende Wagenkästen die Regel, dabei wird zwischen drei Bauweisen unterschieden:

#### Differentialbauweise

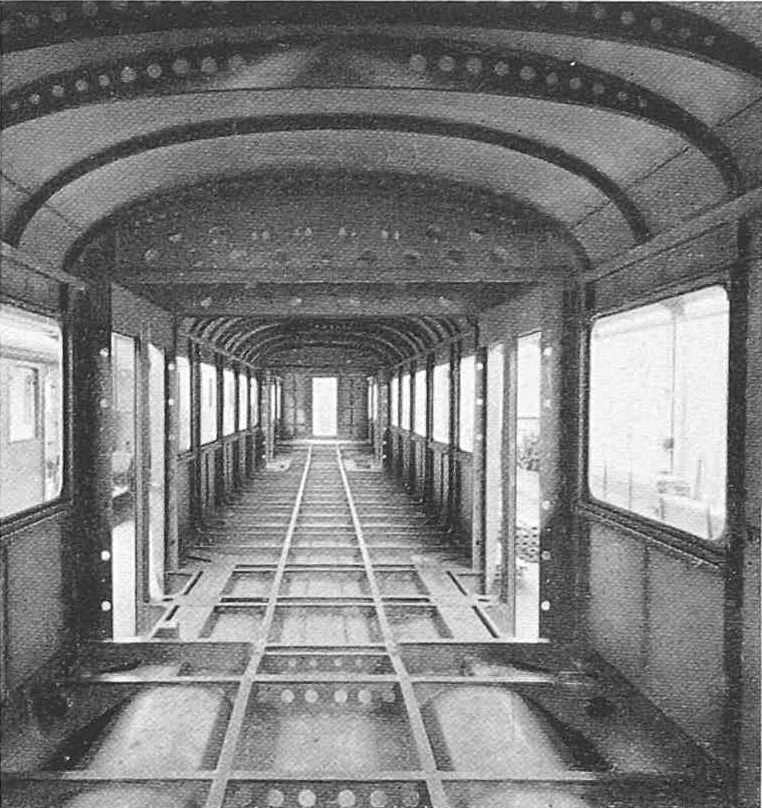
Blick in das Innere des Wagenkastens eines SBB-Leichtstahlwagens aus der Rohbauphase, 1937

Bei der Differential- oder Rohkastenbauweise wird zunächst ein tragendes Stahl- oder Aluminiumskelett erstellt, auf das anschließend Bleche zur Beplankung aufgebracht werden. Die Differentialbauweise ist das einfachste und kostengünstigste Verfahren zur Erstellung eines Wagenkastens. Dies hat folgende Gründe:
- Es können auf Elementebene standardisierte Metall-Halbzeuge (z. B. Bleche) verwendet werden.
- Die Werkzeugkosten für die Fertigung sind gering, u. a. weil einfache Fertigungstechnologien verwendet werden können.
- Instandsetzungen sind relativ einfach möglich. So können die nach einem Unfall verbeulten Außenbleche ausgetauscht werden. Die dazu notwendigen Schrauben sind entweder durch Leisten verdeckt oder außerhalb des eigentlichen Sichtbereichs angeordnet.[9]

Nachteilig wirkt sich die hohe Anzahl von Einzelteilen auf den Fertigungsaufwand aus. Aufgrund des Wärmeeintrags beim Schweißen können Bauteile einen Verzug aufweisen und müssen daher im Anschluss nachgearbeitet werden (Richten, Spannungsarmglühen, Schleifen, Spachteln).
Heute wird die Differentialbauweise bei Vollbahnen nurmehr für Lokomotiven, Kleinserien und besondere Konstruktionen verwendet; bei Straßenbahnen hingegen ist sie noch immer weit verbreitet, um nach Unfällen eine einfachere und kostengünstige Reparatur gewährleisten zu können. Ferner erlaubt die Differentialbauweise dünnwandigere Wagenkästen als die Integralbauweise, was insbesondere bei Fahrzeugen mit schmaler Fahrzeugbegrenzungslinie – wie es Straßenbahnfahrzeuge in der Regel sind – von Bedeutung ist.

#### Integralbauweise

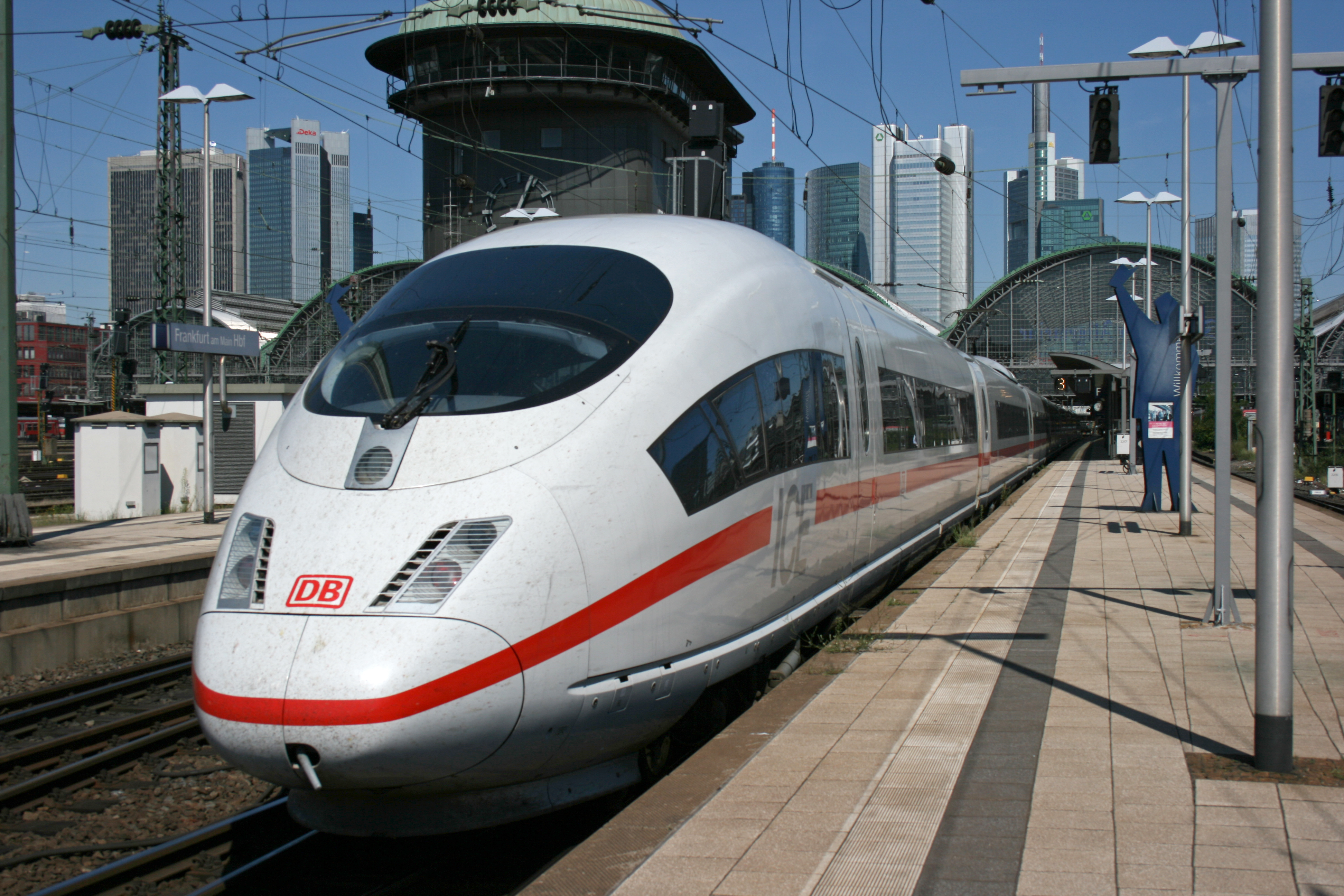
Die ICE 3 weisen Wagenkästen in Integralbauweise auf; die stromlinienförmigen Köpfe sind in Differentialbauweise ausgeführt

Bei der Integralbauweise werden Strangpressprofile eingesetzt, die sich über die gesamte Länge des Wagenkastens erstrecken und Breiten von etwa einem halben Meter aufweisen. Die einzelnen Profile werden mithilfe von Längsschweißungen verbunden. Zuvor werden mittels Fräsmaschine Aussparungen für Fenster, Türen, Durchbrüche, Lüftungsgitter etc. erstellt. Nach dem Zusammenschweißen werden diese Ausschnitte erneut mittels Fräsmaschine auf ihr jeweiliges Nennmaß aufgeweitet. Die Wagenkastenunterseite wird ebenfalls aus Strangpressprofilen hergestellt, sodass ein selbsttragender Wagenkasten entsteht. An der Unterseite werden Nuten erstellt, um den Wagenkasten auf die Drehgestelle aufsetzen und Bauteile wie Transformatoren oder Fahrmotoren im Unterboden anbringen zu können. Die Steifigkeit des Wagenkastens wird bei der Integralbauweise durch die Struktur der Strangpressprofile erreicht, sodass keine zusätzlichen tragenden Elemente notwendig sind und eine Leichtbauweise ermöglicht wird.
Vorteile der Integralbauweise sind:
- Gegenüber der Differentialbauweise ist der Fertigungsaufwand geringer.
- Die Fertigung ist weitgehend automatisierbar.
- Durch individuelle Gestaltung der Strangpressprofile ist ein komplexes Außendesign möglich.

Dem gegenüber stehen folgende Nachteile:
- Strangpressprofile können nur aus Aluminium gefertigt werden und sind daher mit hohen Material- und Werkzeugkosten verbunden.
- Die Fertigung großer Strangpressprofile mit komplexen Geometrien ist anspruchsvoll.
- Der Querschnitt des Strangpressprofils ist über die Länge durchgehend, wodurch keine Steifigkeitsänderungen und daher kaum weiteres Leichtbaupotenzial möglich sind.
- Die Festigkeit von Aluminium-Schweißverbindungen ist gegenüber dem ungestörten Werkstoff in der Regel deutlich geringer.
- Die Unfallinstandsetzung ist mit einem hohen Aufwand verbunden.

Die Integralbauweise wird heute meist im Trieb- und Reisezugwagenbau für Wagenkästen eingesetzt. Wirtschaftlich wird die Integralbauweise vor allem bei großen Serien, wodurch sich der hohe Aufwand für die Entwicklung und Fertigung von Strangpressprofilen amortisiert.

#### Verbundbauweise

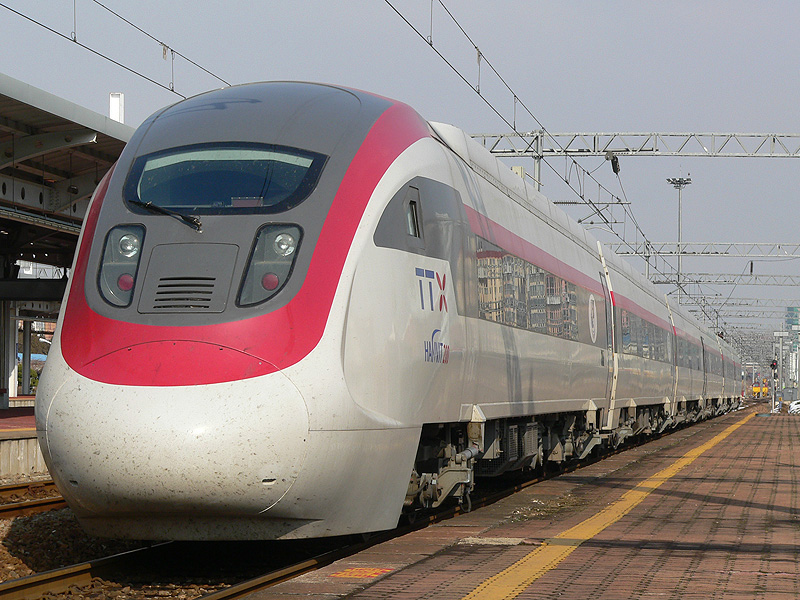
Der von Hyundai Rotem hergestellte Tilting Train Express verfügt über Wagenkästen in Hybridbauweise

Die Verbundbauweise ähnelt der Differentialbauweise: Auf ein tragendes Gerüst aus metallischen Werkstoffen werden nichttragende Verkleidungen angebracht; diese bestehen jedoch im Gegensatz zur Differentialbauweise aus nichtmetallischen Werkstoffen. Ebenfalls der Verbundbauweise zugeordnet werden kann die Hybridbauweise; auf ein Stahlgerippe werden Beplankungen aufgebracht, die aus Aluminium oder kohlenstofffaserverstärkten Kunststoffen bestehen können. Im Zuge von Leichtbaubestrebungen wird diese Bauweise als vielversprechend angesehen. So konzipierte beispielsweise das DLR mit dem Next Generation Train einen Zug mit einer wabenförmigen Wagenkastenstruktur, die an jedem Wagenende durch unter Kollisionseinwirkung deformierbare Bereiche ergänzt wird.

## Crashoptimierung
In jüngerer Vergangenheit wurden Wagenkastenkonstruktionen kontinuierlich nach Unfallsicherheitsaspekten optimiert. Ausgangspunkt für diese Entwicklung stellte die Veröffentlichung der Norm EN 15227 mit dem Titel „Anforderungen für die Kollisionssicherheit von Schienenfahrzeugkästen“ Mitte des Jahres 2008 dar. Diese Norm hat eine Reihe von Vorgängern. Entscheidend war das von der Europäischen Kommission und der UIC finanzierte Forschungsprojekt SAFETRAIN, das 2011 endete. Aus einer europaweiten Analyse der Kollisionsunfälle wurden Referenz-Kollisionsunfälle abgeleitet, welche einen Großteil aller Kollisionsunfälle abdecken. Computersimulationen ermittelten hieraus die optimale Anordnung der energieabsorbierenden Bauteile. Diese Ergebnisse wurden mit Crash-Versuchen validiert und 2008 in der (seit 2000 bestehenden) Norm DIN EN 12663-1 „Festigkeitsanforderungen an Wagenkästen von Schienenfahrzeugen“ veröffentlicht. SAFETRAIN richtete den Blick auf Vollbahnen, sodass andere Szenarien in weiteren Projekten wie SAFETRAM bis 2004 und SAFEINTERIORS bis 2010 betrachtet wurden.
Vor der Gültigkeit dieser Norm waren lediglich die Energieaufnahmefähigkeit von Stoßeinrichtungen wie Puffern sowie die Aufnahmefähigkeit von Längskräften des Wagenkastens definiert. Bei Zusammenstößen zweier Züge werden diese Kräfte bereits bei Geschwindigkeiten von 10 bis 15 Kilometern pro Stunde erreicht. Das Verhalten des Wagenkastens jenseits der Dimensionierungskraft war nicht geregelt; lediglich die Stirnwände sollten besonders widerstandsfähig ausgelegt werden. Bei Unfällen trat häufig ein Knick des Wagenkastens vor oder nach dem ersten Drehgestell auf; in anderen Fällen kletterte der Wagenkasten auf und löste sich von den Drehgestellen. Gerade bei Triebzügen resultierte daraus eine Gefährdung von Fahrgästen. In der Norm DIN EN 15227, die heute bei sämtlichen Neuzulassungen von Eisenbahn- und Straßenbahnfahrzeugen erfüllt sein muss, werden unterschiedliche Szenarien definiert, die ein Zug ohne Beeinträchtigung des Überlebensraums von Fahrer und Fahrgästen zu überstehen hat. Die Szenarien sind abhängig vom Fahrzeugtyp. Für Vollbahnfahrzeuge gelten folgende Referenzunfälle:
- Zusammenstoß mit einem stehenden baugleichen Fahrzeug bei einer Geschwindigkeit von 36 km/h,
- Aufprall auf einen stehenden Güterwagen mit einer Masse von 80 t bei einer Geschwindigkeit von 36 km/h,
- Kollision mit einem Lastkraftwagen an einem Bahnübergang bei einer Geschwindigkeit von 110 km/h (mit 15 t Hindernismasse im Trefferbereich) und
- Kollision mit einem Pkw an einem Bahnübergang.[8]

Straßenbahnfahrzeuge haben gemäß EN 15227 folgende Parameter zu erfüllen:
- Zusammenstoß mit einem stehenden baugleichen Fahrzeug bei einer Geschwindigkeit von 15 km/h und
- Aufprall auf ein festes Hindernis mit einer Masse von 3 t in einem Winkel von 45° bei einer Geschwindigkeit von 25 km/h.[9]

Fahrzeugen können dabei in verschiedene Kollisionssicherheits-Auslegungskategorien C-I bis C-IV eingeordnet werden. So ist in Kategorie C-I ein Aufprall mit 36 km/h vorgesehen, in Kategorie C-III dagegen ein Aufprall mit maximal 25 km/h.
Vor Inkrafttreten der Norm war der Kopf eines Fahrzeugs nahtlos in die Wagenkastenstruktur integriert. Bei heutigen Schienenfahrzeugen schließt die eigentliche Wagenkastenstruktur bereits vor dem Führerstand ab. Der Führerstand befindet sich nun in einem Sicherheitskäfig, der kontrolliert verformt wird und das Überleben des Fahrzeugführers sichert. Bei Triebwagen befinden sich nun insbesondere an den Wagenkastenenden Deformationszonen und Elemente zum Aufkletterschutz, damit die Aufprallenergie über den gesamten Zug verteilt werden kann und Knicke in den Wagenkästen vermieden werden können.

Auswirkungen von DIN EN 15227 auf das Design von Triebzügen
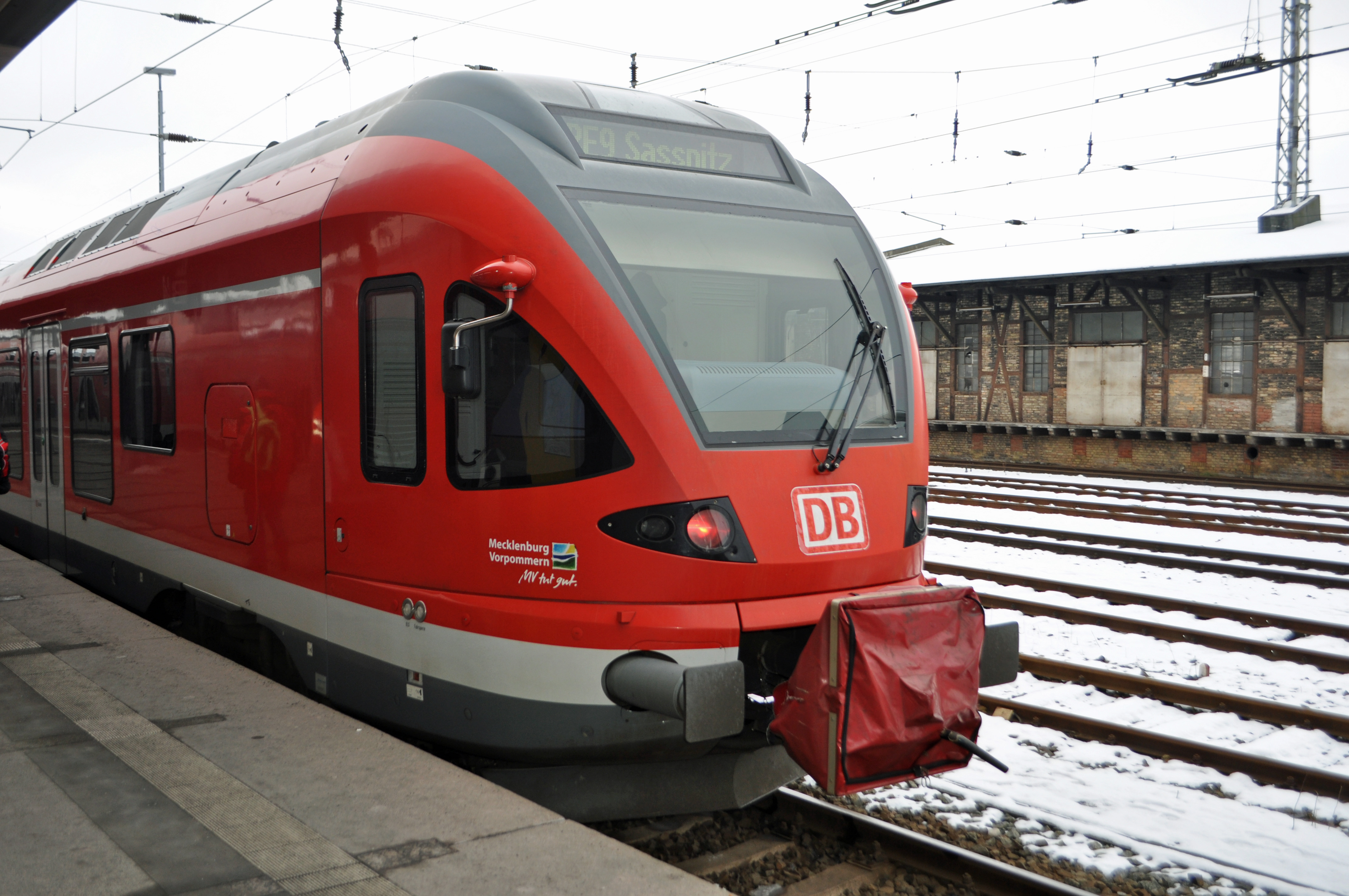
Stadler Flirt in konventioneller Bauweise …
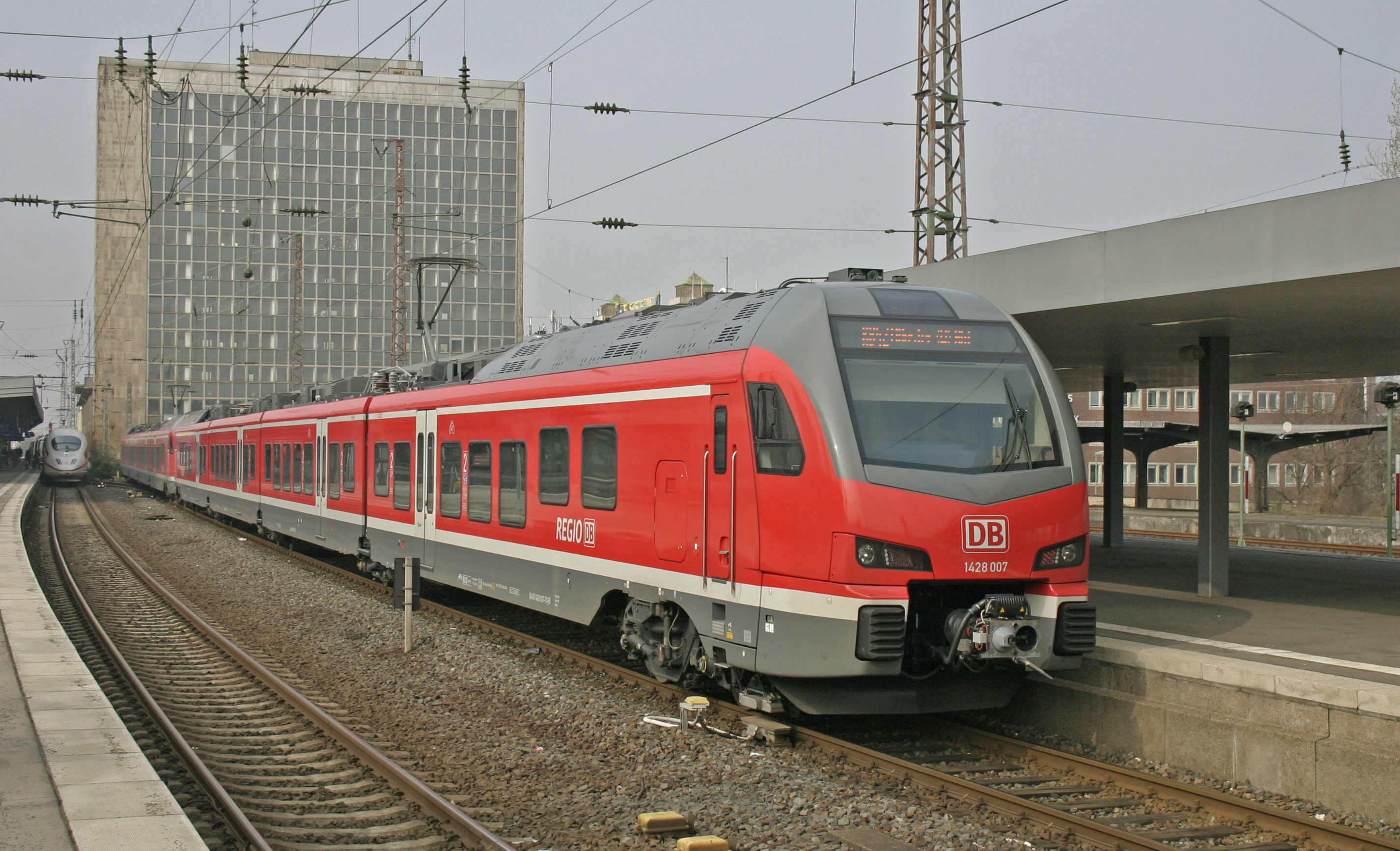
… Stadler Flirt 3 mit crashoptimiertem Kopfmodul
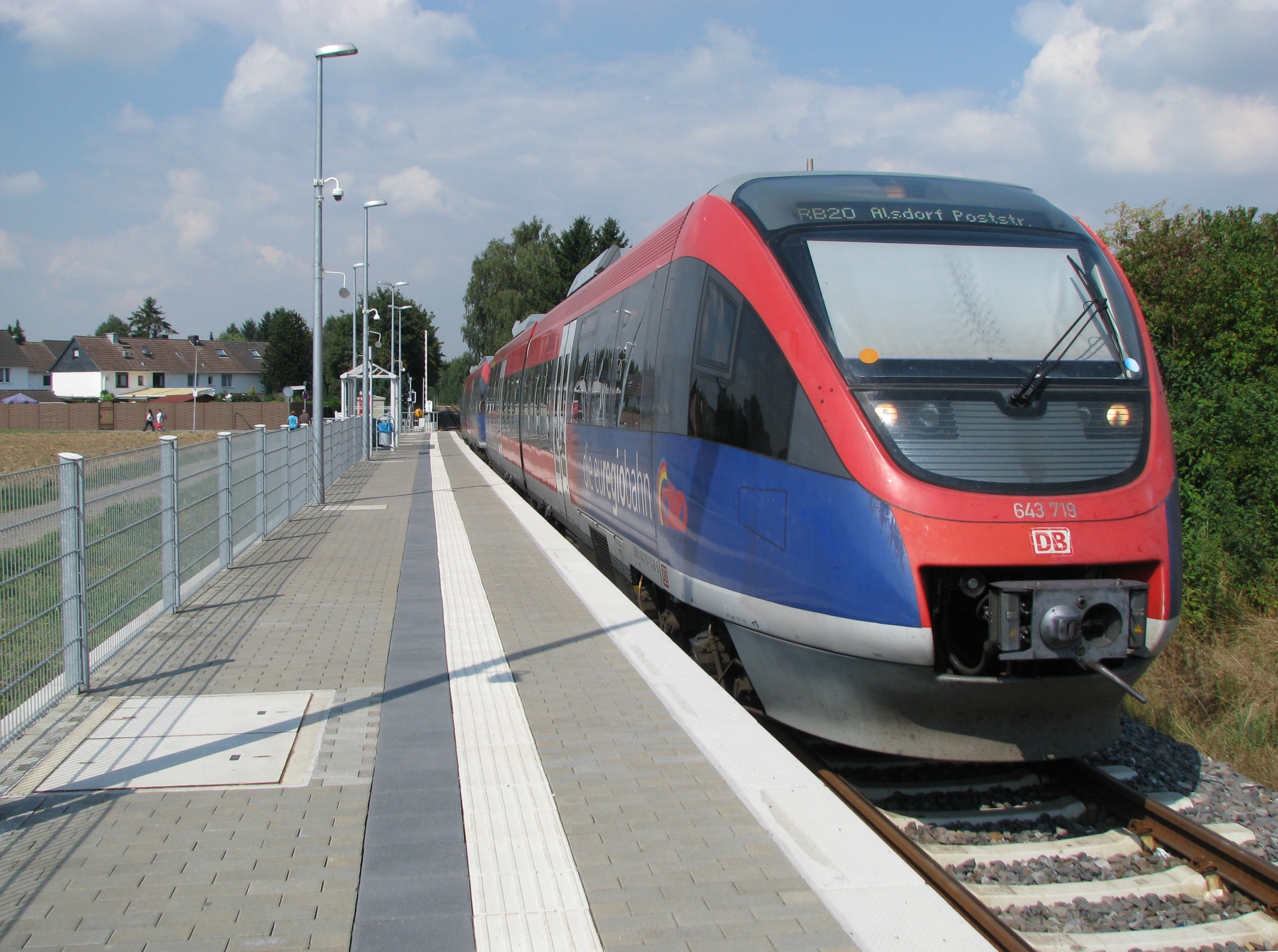
Bombardier Talent in konventioneller Bauweise …
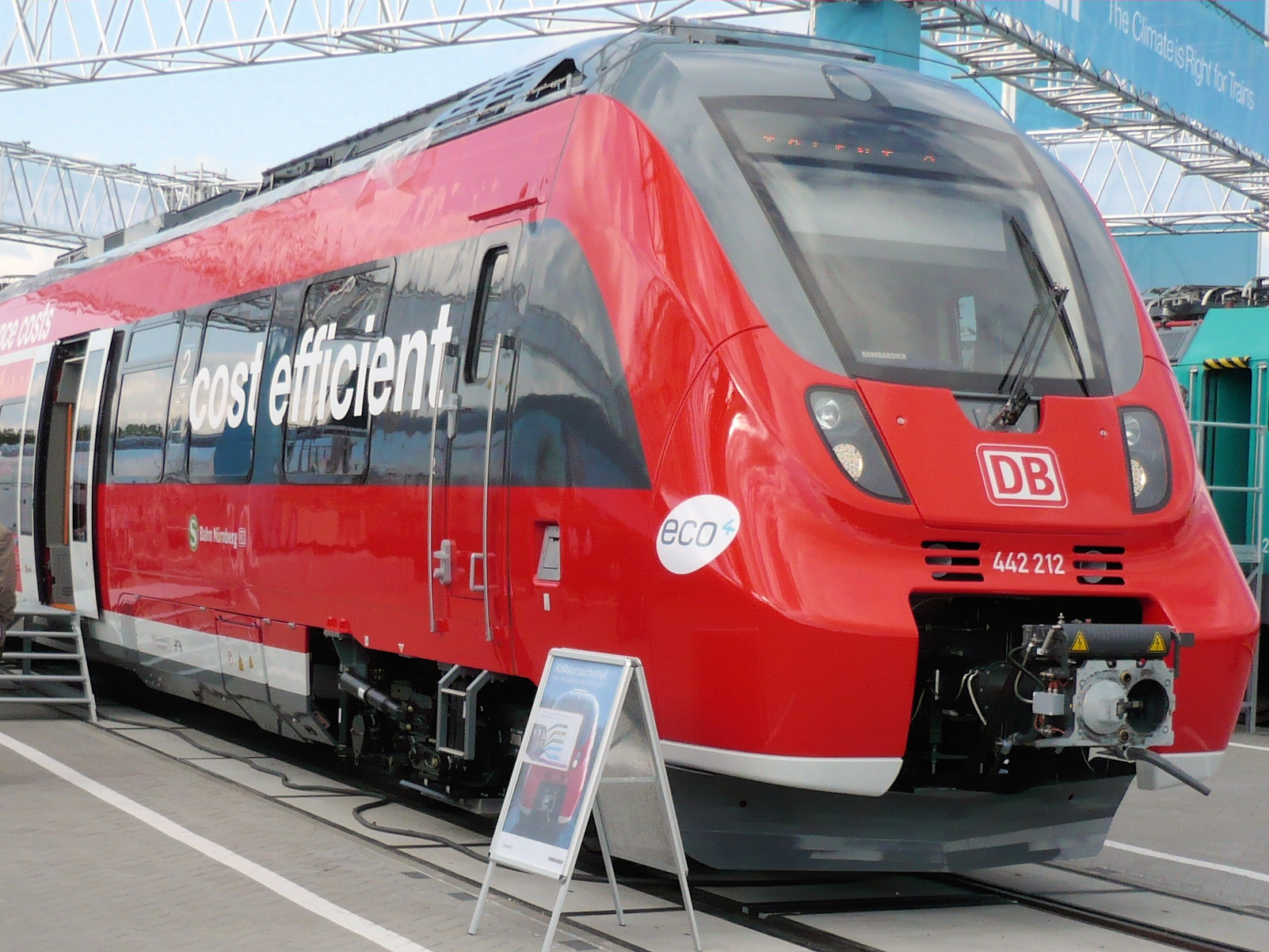
… Bombardier Talent 2 mit crashoptimiertem Kopfmodul
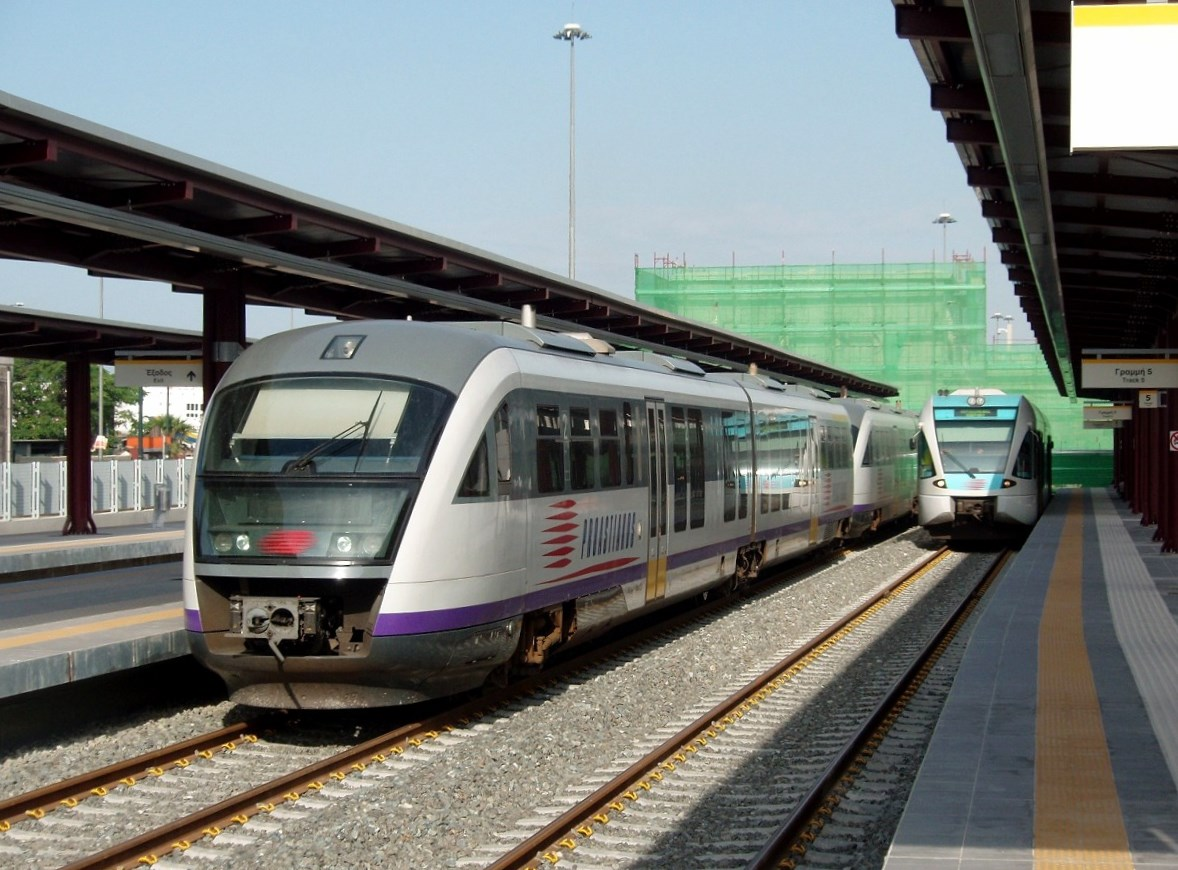
Siemens Desiro Classic in konventioneller Bauweise …
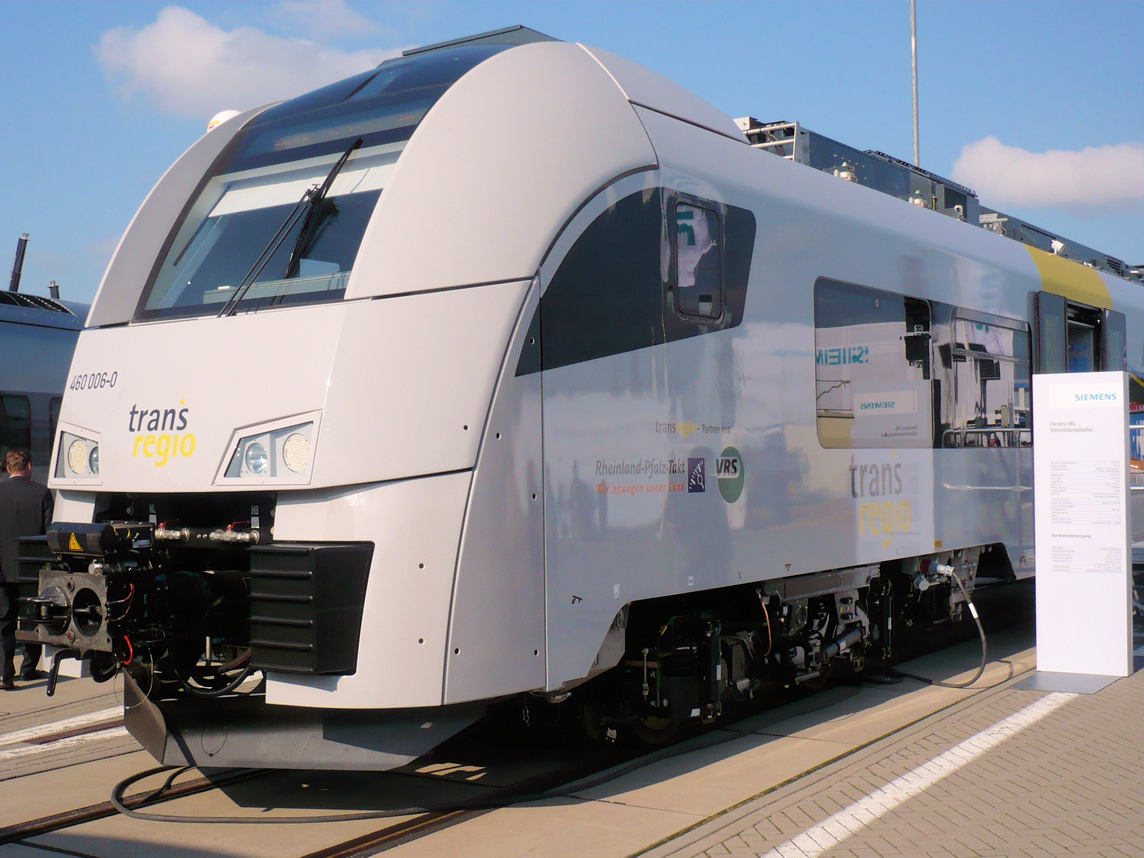
… Siemens Desiro ML mit crashoptimiertem Kopfmodul
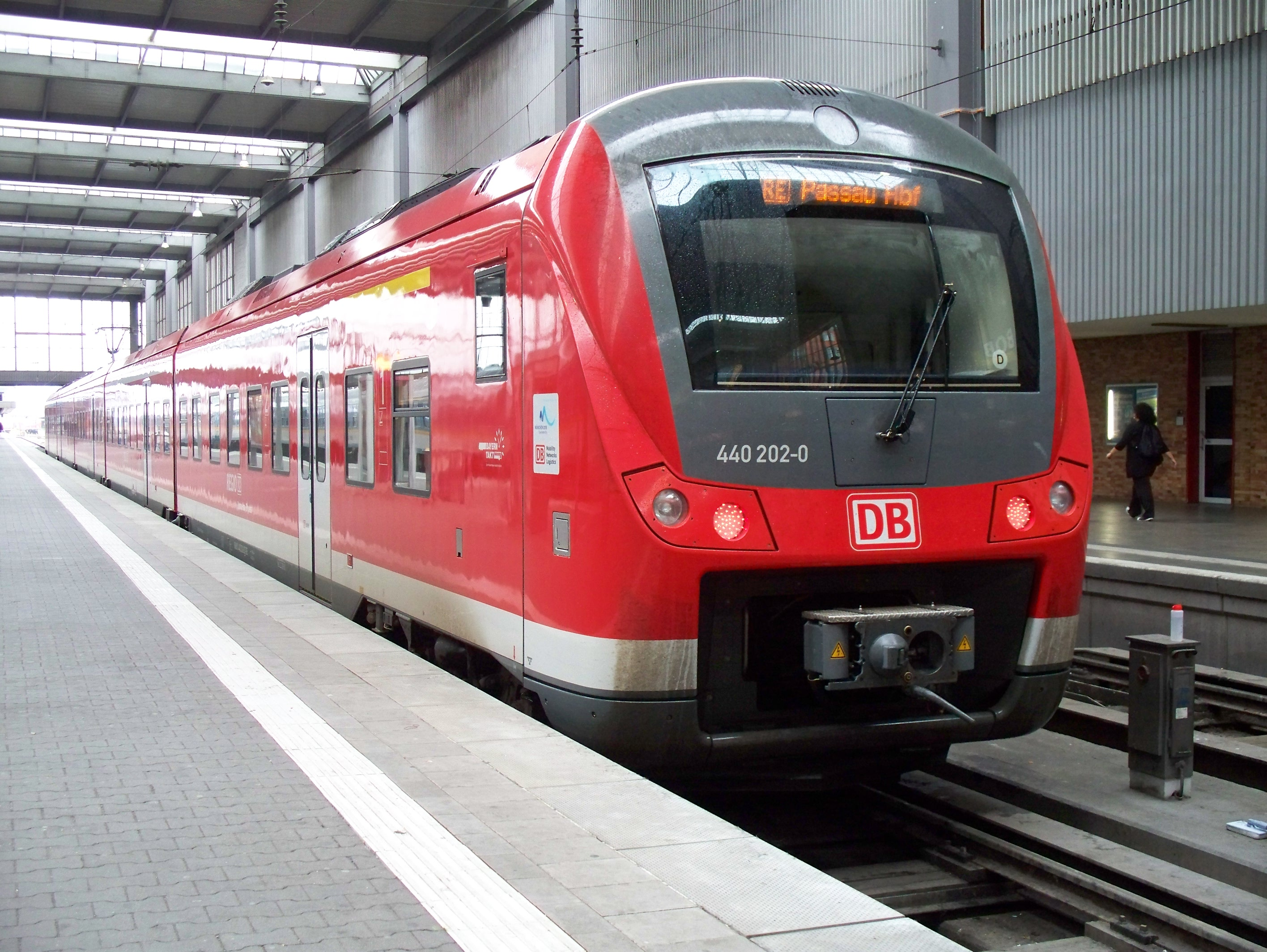
Alstom Coradia Continental, Baureihe 440 in konventioneller Bauweise …
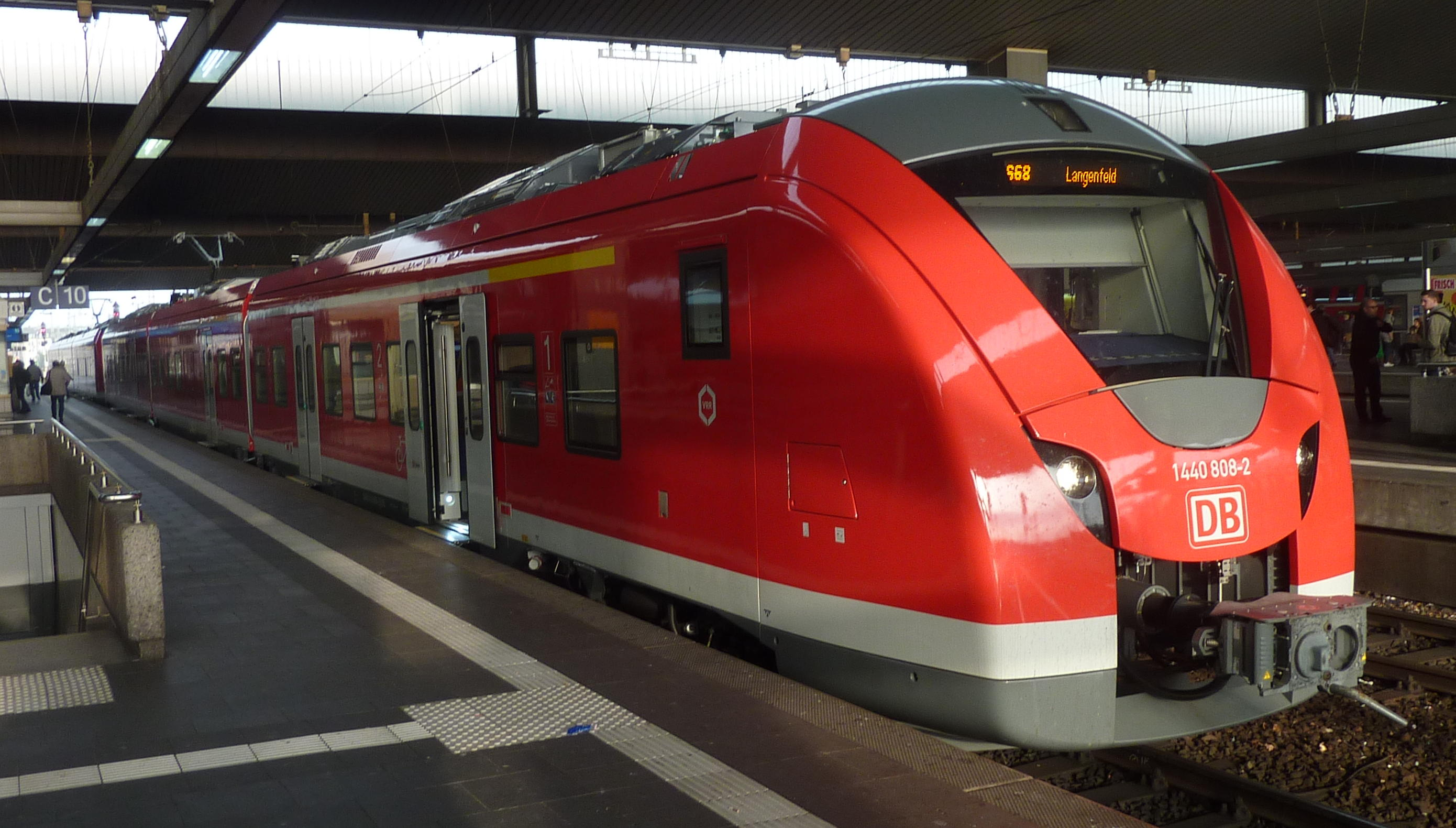
… Alstom Coradia Continental, Baureihe 1440 mit crashoptimiertem Kopfmodul